# Gyaria limbipunctata
Gyaria limbipunctata är en insektsart som först beskrevs av Karsch 1890.  Gyaria limbipunctata ingår i släktet Gyaria och familjen Flatidae. Inga underarter finns listade i Catalogue of Life.